# Nucleozidă
Nucleozidele sunt compuși chimici numite glicozilamine, formate dintr-o bază azotată și o riboză sau dezoxiriboză.
Prin fosforilarea lor sub acțiunea kinazei, are loc formarea nucleotidelor, ce stau la baza formării ADN, ARN și ATP-ului.